# V/STOL
V/STOL – akronim od angielskiego Vertical/Short Take Off and Landing (pol.: pionowy/krótki start i lądowanie) używany w lotnictwie do określania zdolności samolotu do pionowego startu i lądowania lub startu i lądowania na krótkich pasach startowych (samolot pionowego lub skróconego startu i lądowania). 
Samoloty kategorii V/STOL utożsamiane są często niedokładnie w praktyce z samolotami pionowego startu i lądowania (kategoria VTOL), gdyż zdolność do pionowego startu i lądowania jest ich najbardziej istotną cechą konstrukcyjną, a wszystkie seryjnie produkowane i eksploatowane typy samolotów o możliwości pionowego startu i lądowania, są w rzeczywistości maszynami V/STOL. Najbardziej znanym przykładem samolotu V/STOL jest Harrier. Jedynymi oprócz Harriera samolotami V/STOL produkowanymi seryjnie był radziecki Jak-38 i jest obecnie amerykański samolot transportowy V-22 Osprey. 
Skrót V/STOL został zastąpiony przez popularniejszy STOVL, ponieważ samoloty pionowego startu w celu zwiększenia udźwigu paliwa i uzbrojenia startują z krótkiej drogi startowej, gdyż często (tak jak w przypadku Harriera) nie byłyby w stanie wystartować pionowo w pełni załadowane. W miarę możliwości wykorzystuje się tylko własność krótkiego startu i pionowego lądowania (STOVL).